# Vovchansk (huyện)
Huyện Vovchansk (tiếng Ukraina: Вовчанський район, chuyển tự: Vovchansks’kyi raion) là một huyện của tỉnh Kharkiv thuộc Ukraina. Huyện Vovchansk có diện tích 1889 km², dân số theo điều tra dân số ngày 5 tháng 12 năm 2001 là 54942 người với mật độ 29 người/km2. Trung tâm huyện nằm ở Vovchansk.